# Соће
Соће је владарев (краљевски или царски) доходак у средњовековној српској држави. Спомиње се у 42, 68 и 198 члану Душановог законика и у манастирским повељама, посебно у доба царства. Први помен те обавезе, под именом соће очуван је у повељи краља Милутина манастиру Бањска (између 1313—18). Соће је била обавеза свег становништва која је убирана у житу или новцу. Свако огњиште — фамилија, без обзира на број чланова, давала је годишње о Митровдану или на Божић, кабао жита или једну перперу (перпера:рачунска монета од 12 српских гроша). За извршење обавезе била је одговорна властела, која га је на својим поседима убирапа за владара. Од соћа су била ослобођена манастирска властелинства. Изузетно оно се и на њима убирало, али у корист цркве.

## Значење
Иван Божић је доказао да се под термином „соће“ подразумева посебна дажбина која износи један перпер или један кабао жита. Тимофеј Флорински дефинише соће као неку врсту земљишног пореза или давања. Јиречек се не колеба када каже да су соће „непосредан порез на баштину“. Јеврем Герасимовић има другачији став. Он каже да су соће „истовремено и главарина и порез на имовину“. Теодор Тарановски се не колеба када тврди да су соће „једини директни порез који се наметнуо властели уз њену основну дужност према држави уз војну службу“. Соловјев каже да су соће основни порез (1 перпер тј. мали златник) од сељачке куће, одавно познат у Византији. Овај порез према Соловјеву сакупља господар од сељака и предаје држави. Георгије Острогорски види у соћу посебан порез што прихвата и Д. Јанковић. 
Иван Божић сматра да је „српско соће намет који је уведен по угледу на византијску праксу из времена Палеолога“. Уместо намета, за Стојана Новаковића соће су „данак на земљу“. Он соће доводи у везу са латинским soca, soccus што значи плуг. Поставља се питање да ли соће треба објашњавати појмовима као што су „данак“ и „намет“ или порезом. 
Термин данак се по први пут помиње у хрисовуљи цара Душана којом се поседи цркве Светог Николе у Добрушти ослобађају свој обавеза и работа, па и од сваког „царског данка“. Поклањајући Хиландару села и поседе у околини Новог Брда, дестот Стефан Лазаревић их је ослободио свих обавеза према владару, укључујући и соће „осим војнице и данка господства ми“. Из овога се јасно види да између соћа и данка господског постоји суштинска разлика. За објашњење соћа није погодан ни термин намета јер су постојали намети „житни“, „вински“, „овчији“ и сл. Из овога следи да је најпогодније тумачити појам соће савременим термином „пореза“. Може се користити и појам „доходак“. Соће се помињу као „доходак царски“. 

## Плаћање и вредност соће
Обавеза соће падала је на највећи део становништва средњовековне Србије. Обавезе се могу сврстати у три велике групе: обавезе према владару, према цркви и према властелину. Обавезе према цркви биле су најмање. Био је то тзв. бир духовни (једна мерица жита, лукно, или 2 динара, 30 повесама лана и две јагњеће кожице). Обавезе према феудалним господарима биле су знатно теже. У старим српским земљама преовладавале су радне обавезе, док су у земљама јужно од Скопља и Охрида преовладавале дажбине у натури јер се и даље примењивао византијски фискални систем. Радне обавезе састојале су се у сејању, жетви житарица, припремању сена, давању сваке десете кошнице, обрађивања винограда, помагања у лову и риболову, набавке дрва за огрев и сл. Најважнија обавеза у корист владара је војна служба која је регулисана посебним војничким законом. Поред тога су постојале и обавезе градозиданија (грађење, проширивање, обнављање зидова; обављали су сељаци и грађани) и градобљуденија (учешће у одбрани града; само грађани). Постојале су и обавезе поноса (пренос владаревог пртљага), оброка и позоба (обезбеђење хране за људе и коње). 
Најстарији помен обавезе соћа забележен је у хрисовуљи Милутина манастиру Светог Стефана у Бањској (1313-1316). Милутин је манастир ослободио плаћања соће. Соће се помињу и у повељи Душана Хиландару (1348) из које се види да владар соће на манастирском властелинству уступа манастиру. 
У науци се усталило мишљење да је соће давала свака сељачка кућа и да се на име ове дажбине плаћала једна перпера (12 динара) или један кабао жита. У хрисовуљи цара Душана Хиландару види се да се соће сматрају царским дохотком и да се убирају од села. У средњовековној Србији свако село представљало је пред државом посебну јединицу која је била одговорна за извршавање различитих обавеза према владару и држави. Укупан терет обавезе разрезиван је на становнике села или на куће, па је тако било и са соћем. Обавеза сваког „човека“ је да на име соће даје један кабао жита или један перпер у динарима. Уколико се даје жито уместо новца, даје се пола на Митровдан, а пола на Божић. За редовно убирање соћа био је задужен властелин који је приходе достављао цару. Величина баштине утицала је и на соће. Уколико је на некој баштини више меропаха, на име соћа је могла да се сакуп већа количина новца или жита. Пошто је соће плаћала најмасовнија категодија земљорадника, оно се са правом може сматрати општим порезом. Соће нису биле порез на земљу које је убирао владар или држава. У Србији, такође, није постојао ни посебан порез на одрасле мушке главе (главарина). Посебна евиденција о људима способним за рад вођена је на властелинству манастира Дечана у размацима од петнаест година. Ови пописи познати су као Дечанске хрисовуље. Строго се водило рачуна да људи буду груписани по кућама у којима живе. Били су обавезни да извршавају различите работе и дају дажбине, укључујући и соће. Терет није падао само на појединца (меропаха или сокалника) већ и на њихове куће. Венеција је 1396. године загосподарила Скадром, Дривастом и Светим Срђем. Она је прихватила затечени фискални систем, али прилагођен интересима Млетачке. Међу прихваћеним обичајима су и соће. Пореске јединице које плаћају соће такође су биле куће. 
Са смањивањем вредности новца смањивала се и вредност соћа. Са друге стране, и поред великог колебања цене жита није постојала разлика, вредност соћа у житу није се много смањивала. Ове релације утицале су на појаву да у 15. веку се соће чешће убирају у житу него у новцу. На убирање соћа у новцу утицале су и близина градских насеља, оскудица у житарицама и релативна стабилност цена. 
Од давања соћа биле су ослобођене куће попова и самохраних удовица које немају синове. Становници градова и рударских центара нису плаћали соће. Ни власи нису плаћали соће. Стога су соће плаћали зависни земљорадници по селима. Целокупан приход од соћа припадао је владару и представљао је владарев доходак. Он га је могао задржати или га уступити неком манастиру. Соће су се као општи порез земљорадника задржали све док Турци нису завели свој фискални систем. Овај порез је, према прихватљивој претпоставки Ивана Божића, увео краљ Милутин почетком 14. века, под снажним утицајем Византије. Фискални систем није се могао прихватити у матичним српским земљама где су владали другачији друштвени обичаји те су уведене соће. Једна перпера тада је вредела око пола дуката. Проблемом мера у средњовековној Србији детаљно се позабавио Сима Ћирковић који је утврдио да један кабао жита садржи око 17,08 литара. 
У првој половини 14. века соће су обично убиране у новцу. Једна кућа плаћала је један перпер годишње. На тај начин се од сваких 100 кућа колико их је било у великим селима добијало по 50 дуката. Око 100.000 земљорадничких домаћинстава давало би 50.000 дуката годишње. Био је то сигуран приход јер га је плаћало седелачко становништво. Месечна плата једног најамничког војника износила је 2 до 2,5 дуката те се са сумом од 50.000 дуката могла издржавати војска од 1700 до 2000 професионалних ратника. Случајно или не, толики је био број најамника којима је располагао краљ Милутин. Уколико би се владар определио да узима само жито, могао је (на 100.000 домаћинстава) осигурати хлеб за око 20.000 особа који не учествују у пољопривредној производњи. 